# 3365 Recogne
3365 Recogne è un asteroide della fascia principale. Scoperto nel 1985, presenta un'orbita caratterizzata da un semiasse maggiore pari a 2,7098577 UA e da un'eccentricità di 0,1769886, inclinata di 7,78863° rispetto all'eclittica.
L'asteroide è intitolato all'omonima località delle Ardenne.